# فرخی (قائنات)
فرُّخی روستایی در  بخش مرکزی شهرستان قائنات استان خراسان جنوبی ایران است. بر پایه سرشماری عمومی نفوس و مسکن در سال ۱۳۹۰ جمعیت این روستا ۲۶۷ نفر (در ۸۵ خانوار) بوده‌است.